# Dell
Dell Inc. (NASDAQ: Dell) je americká nadnárodní společnost, působící v oboru informačních technologií. Sídlí v Round Rock (Texas, USA) a vyrábí a prodává produkty související s počítači. Založil ji Michael Dell. Patří mezi největší technologické společnosti na světě a zaměstnává více než 108 800 lidí. V žebříčku Fortune 500 (2010) je Dell umístěn na 38. místě. Magazín Fortune ho také označil jako 5. nejobdivovanější počítačovou společnost.[zdroj?]
Společnost prodává osobní počítače, notebooky, servery, datová média, switche, software a periferie. Také prodává HDTV, fotoaparáty, tiskárny, MP3 přehrávače a další elektroniku od jiných výrobců. Společnost je známá svými inovacemi na poli Supply Chain Management a e-komerce.
3. května 2010 Fortune označil Dell jako 38. největší společnost ve Spojených státech a 5. největší v Texasu (podle příjmů). Je to druhá největší neropná společnost v Texasu (za AT&T) a největší v Austinu.

## Historie
V roce 1984 založil Michael Dell během studia na University of Texas at Austin PC's Limited. Tato společnost prodávala IBM PC kompatibilní počítače skládané ručně ze součástek. Michael Dell věřil, že když bude prodávat počítače přímo zákazníkům, lépe pochopí jejich potřeby a bude se jim moci přiblížit. Nakonec ukončil studium, aby se mohl naplno věnovat svému podnikání, a získal 300 000 dolarů od své rodiny na rozšíření společnosti.
V roce 1985 společnost vytvořila první počítač s vlastním designem — „Turbo PC“, které se prodávalo za 795 dolarů. PC's Limited umístila reklamu na počítač do amerických počítačových časopisů a během prvního roku si vydělala 73 milionů dolarů (před zdaněním).
Společnost se v roce 1988 přejmenovala na „Dell Computer Corporation“ a rozšířila se do Irska. V květnu 1988 se hodnota společnosti zvedla o 30 milionů dolarů na 80 milionů díky IPO. V roce 1992 ji časopis Fortune zařadil do svého žebříčku 500 největších společností světa.
V roce 1996 začal Dell prodávat počítače přes internet a od roku 2002 prodává i televizory, handheldy, MP3 přehrávače a tiskárny. V roce 2003 se společnost přejmenovala pouze na „Dell Inc.“, protože její působení se rozšířilo i mimo počítače. Mezi lety 2004 a 2007 odstoupil Michael Dell z pozice CEO a přenechal vedení Kevinu Rollinsovi. V roce 2006 Dell koupil společnost Alienware, která mu dodávala některé komponenty, mezi nimi i mikroprocesory společnosti AMD. Dell tuto firmu nezačlenil do sebe, ale provozuje ji odděleně.
V roce 2009 Dell, do té doby téměř striktně hardwarová společnost, koupil Perot Systems, společnost poskytující informatické služby. Dell, který svou akvizici přejmenoval na Dell Services, tímto vstoupil do nového tržního segmentu. Dell Services však následně v roce 2016 prodal japonské NTT Data.
Na začátku roku 2007 se Michael Dell vrátil do pozice CEO. Dne 5. února 2013 společnost Dell oznámila prostřednictvím svého oficiálního webu, že skupina investorů sdružená kolem fondu Silver Lake Partners převezme slavnou firmu zpět do soukromého vlastnictví za celkovou částku 24,4 miliardy dolarů. Investoři zaplatí 13,65 dolaru za akcii, což představuje o 25 procent vyšší částku, než za jakou se akcie obchodovaly na burze.

## Sídla společnosti Dell

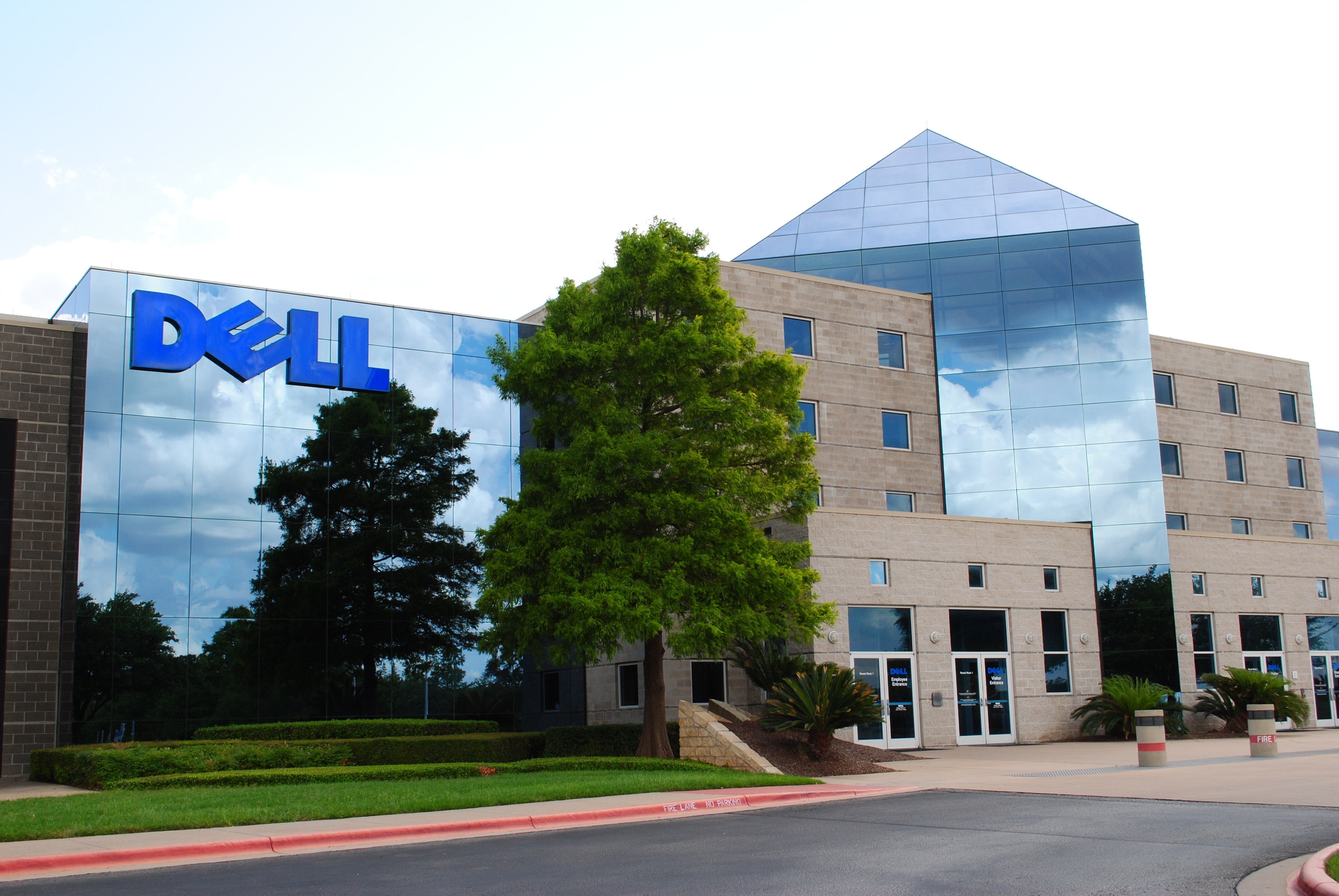
Dell má sídlo v Round Rock v Texasu.

Dell má sídlo v Round Rock v Texasu. V roce 2010 v tomto objektu, který má rozlohu 195 000 m², pracovalo 16 000 lidí. V roce 1999 téměř polovina peněz ve fondu města Round Rock pocházela z daní placených společností  Dell.
Předtím měl sídlo v severním Austinu. V roce 1989 tam toto sídlo mělo rozlohu 11 800 m² a pracovalo v něm 1 200 zaměstnanců. V roce 1993 představila společnost návrh nového sídla úřadu v Round Rock, ale přesto ten stejný rok prohlásila, že se do nového sídla stěhovat nebude. V roce 1994 se Dell rozhodl přesunout většinu pracovníků z Austinu, ale plánoval si tam ponechat hlavní sídlo. Pronájem sídla v Austinu měl skončit v roce 1994.

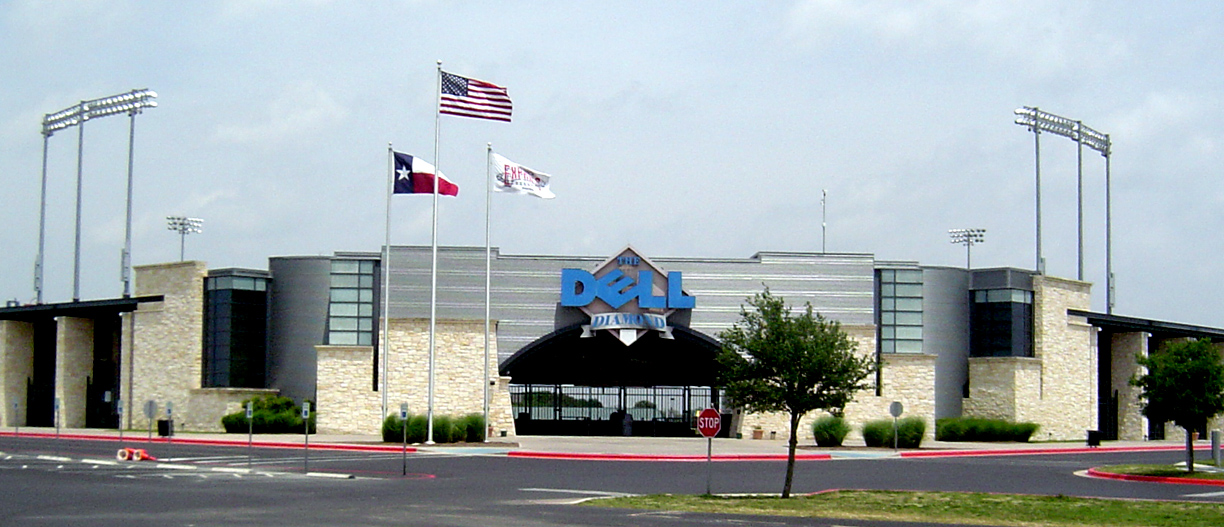
Společnost sponzoruje stadion baseballového týmu Round Rock Express.

V roce 1996 přesunul Dell své sídlo do Round Rock. V lednu toho roku ještě 3 500 lidí pracovalo v tehdejším hlavním sídle. Jedna budova sídla v Round Rock, Round Rock 3, má kapacitu 6 400 zaměstnanců a její stavba byla dokončená v listopadu 1996. V roce 1998 Dell oznámil stavbu dalších dvou budov, které přidaly plochu 149 000 m².
V roce 2008 přešlo sídlo společnosti na více zelenou energii, 60 % energie pochází z větrných farem společnosti Energy Future Holdings Corporation a 40 % od společnosti Waste Management.
Dell má ve Spojených státech sídla či pobočky ve městech Austin, Nashville, Oklahoma City, Peoria (Illinois), Winston-Salem (Severní Karolína) a Miami. V zahraničí jsou např. ve městech Sia-men,Bengalúru, Hajdarábád, Čandígarh, Dillí, Manila, Čennaí a Lodž.